# Centaurea crocodylium
Centaurea crocodylium — вид рослин роду волошка (Centaurea), з родини айстрових (Asteraceae).

## Біоморфологічна характеристика
Однорічна рослина. Листки розсічені; краї листочків зубчасті або пилчасті; прилистки відсутні. Квіточки рожеві. Період цвітіння: травень, червень.

## Середовище проживання
Країни проживання: Ізраїль, Ліван.